# Val Gallenca
La Val Gallenca è una breve vallata alpina situata nelle Alpi Graie in provincia di Torino. Il Gallenca è tributario dell'Orco nel quale confluisce ormai in pianura al confine tra Salassa, Valperga e Castellamonte.
Anche il Sacro Monte di Belmonte e l'area montana del bacino del Torrente Livesa, un piccolo affluente del Malone, sono a volte erroneamente considerati parte della Val Gallenca.

## Storia
Nella parte intermedia della valle le acque del Gallenca servirono per vari secoli ad azionare attrezzature proto-industriali quali fucine, mulini e pestatoi per la canapa. Alcune di queste strutture sono ancora visibili; la proprietà delle stesse era dei conti di Valperga, che a lungo gestirono in regime quasi monopolistico l'economia della zona.

## Monti principali
La valle è contornata dalle seguenti montagne (in senso orario):
- Sacro Monte di Belmonte - 727 m
- Truc Testa - 825 m
- Monte Soglio - 1.910 m
- Cima Mares - 1.654 m
- Rocche di San Martino - 1.449 m

## Centri principali
- Canischio
- Cuorgnè
- Prascorsano
- Pratiglione
- San Colombano Belmonte
- Valperga

## Escursionismo
La parte alta della valle è percorsa da alcuni sentieri realizzati dalla locale Comunità Montana. Tra questi sono da segnalare il Sentiero Balcone, che lungo lo spartiacque Gallenca/ Orco permette di raggiungere il Monte Soglio, e il Sentiero del Gallo, che transita invece a mezza costa sulla sinistra idrografica della vallata.